# L'Anniversaire de Leila
Pour plus de détails, voir Fiche technique et Distribution.
L'Anniversaire de Leila (arabe : عيد ميلاد ليلى (Eid milad Laila)) est un film palestino-tuniso-néerlandais réalisé par Rashid Masharawi et sorti en 2008.

## Synopsis
Abu Leila, qui a exercé dix ans comme juge dans un pays arabe, est revenu à Ramallah pour mettre ses compétences au service de l'Autorité palestinienne mais, en attendant un poste, doit travailler comme chauffeur de taxi.
Alors qu'il s'est engagé à rentrer tôt pour l'anniversaire de sa fille Leila, il doit affronter ce jour-là toutes sortes d'imprévus liés à la corruption et à la désorganisation de la société palestinienne causées par l'occupation israélienne.

## Fiche technique
- Titre : L'Anniversaire de Leïla
- Titre original : عيد ميلاد ليلى (Eid milad Laila)
- Réalisation : Rashid Masharawi
- Scénario : Rashid Masharawi
- Musique : Kaies Sellami
- Photographie : Tarek Ben Abdallah et Néstor Sanz
- Montage : Pascale Chavance
- Production : Habib Attia, Rashid Masharawi et Peter van Vogelpoel
- Société de production : Cinema Production Center, Cinétéléfilms, Sweetwater Pictures, Fortissimo Films, Balsafilms, CTM Films, CRM-114, Palestinian Television, Wataniya Mobile et BrunBro Films
- Société de distribution : CTV International (France)
- Pays de production :  Palestine,  Tunisie et  Pays-Bas
- Genre : Drame
- Durée : 71 minutes
- Dates de sortie : 
  - France : 9 novembre 2008 (Festival international du film d'Amiens), 22 juillet 2009

## Distribution
- Mohammad Bakri : Abu Leila
- Areen Omari : Um Leila
- Nour Zoubi : Leila
- Saleh Bakri : Ancien prisonnier